# Gaeticinae
Gaeticinae zijn een onderfamilie van krabben (Brachyura) uit de familie Varunidae. 

## Geslachten
De Gaeticinae omvatten de volgende geslachten:
- Gaetice Gistel, 1848
- Gopkittisak Naruse & P. F. Clark, 2009
- Sestrostoma Davie & N. K. Ng, 2007